# Paraconchoecia aleutica
Paraconchoecia aleutica är en kräftdjursart som beskrevs av V. G. Chavtur 1987. Paraconchoecia aleutica ingår i släktet Paraconchoecia och familjen Halocyprididae. Inga underarter finns listade i Catalogue of Life.